# Vela en los Juegos Panamericanos: Snipe
La clase Snipe ha sido embarcación de competición de vela ligera de dos tripulantes en los Juegos Panamericanos desde la primera edición en 1951, en categorías open hasta 2015 y mixta desde 2015.

## Resultados
| Evento                      | Oro                                                | Plata                                    | Bronce                                     |
| --------------------------- | -------------------------------------------------- | ---------------------------------------- | ------------------------------------------ |
| Buenos Aires 1951 Abierto   | Carlos Vilar Jorge Vilar                           | Jean R. Maligo Gerald Queiros            | Adolfo Hurtado Kurt Angelbeck              |
| Chicago 1959 Abierto        | Antonio Moraes Reinaldo Conrad                     | Gonzalo Díaz Saúl Díaz                   | Dick Tillman John Tillman                  |
| São Paulo 1963 Abierto      | Reinaldo Conrad Ralph Conrad                       | Robert Huggins Eleanor Huggins           | Pedro Juan Dates Fernando de Aldecoa       |
| Winnipeg 1967 Abierto       | Nelson Piccolo Carlos Henrique De Lorenzi          | Alan Levinson Harry Levinson             | Richard Belvin Eugene Simmons              |
| Cartagena 1971 Abierto      | Joao Reinhard Ralph Christian                      | Mark Albury Augie Diaz                   | Manuel de la Orden Luis Orella             |
| México 1975 Abierto         | Jeffrey Lenhart David Ullman                       | Gregorio Pontes Luis Andre Reis          | Pedro Garra Ricardo Mignone                |
| San Juan 1979 Abierto       | Mark Reynolds Craig Martin                         | Jeffrey Lenhart Randall Smith            | Boris Ostergren Ernesto Neugebajer         |
| Caracas 1983 Abierto        | Jeffrey Lenhart Patrick Muglia                     | Julio Labandeira Gabriel Mariani         | Fernando Thode Alberto de Micheli          |
| Michigan City 1987 Abierto  | David Chapin Chris Larson                          | Santiago Lange Miguel Saubidet           | Ivan Pimentel Marcos Vianna                |
| La Havana 1991 Abierto      | Nélido Manso Octavio Lorenzo Valdés                | Antonio Feltrim Luis Mais                | Peter Commette Tarasa Davis                |
| Mar del Plata 1995 Abierto  | Nélido Manso Octavio Lorenzo Valdés                | Roberto Fabini Ricardo Fabini            | Guillermo Parada Gonzalo Martínez          |
| Gimli 1999 Abierto          | Nélido Manso Octavio Lorenzo Valdés                | Alexandre Dias Paradeda Flávio Fernandes | Luis Soubié Cecilia G. Granucci            |
| Santo Domingo 2003 Abierto  | Bruno Bethlem de Amorim Dante Bianchi              | Nélido Manso Octavio Lorenzo             | Santiago Silveira Nicolas Shaban           |
| Río de Janeiro 2007 Abierto | Alexandre Dias Paradeda Pedro Tinoco do Amaral     | Pablo Defazio Eduardo Medici             | Jorge Xavier Murrieta Andres Akle Carranza |
| Guadalajara 2011 Abierto    | Alexandre Tinoco do Amaral Gabriel Portilho Borges | Augie Diaz Kathleen Tocke                | Pablo Defazio Manfredo Finck               |
| Sugar Beach 2015 Abierto    | Raúl Ríos de Choudens Fernando Monllor             | Luis Soubié Diego Lipszyc                | Augie Diaz Kathleen Tocke                  |
| Lima 2019 Mixto             | Ernesto Rodríguez Hallie Schiffman                 | Ricardo Fabini Florencia Parnizari       | Juliana Duque Rafael Martins               |
| Santiago 2023 Mixto         | Julio Alsogaray Malena Sciarra                     | Ernesto Rodríguez Kathleen Tocke         | Juliana Duque Rafael Martins               |